# Al Sharpton
Alfred Charles Sharpton Jr., dit Al Sharpton, né le 3 octobre 1954 à Brooklyn (New York), est un pasteur chrétien baptiste, un militant des droits civiques et un homme politique américain.

## Biographie
Sharpton est né le 3 octobre 1954 à Brooklyn (New York). À 9 ans, il fait partie de la tournée de la chanteuse de gospel Mahalia Jackson. Il est ordonné pasteur  pentecôtiste par F. D. Washington de l’Église de Dieu en Christ à l'âge de 10 ans. 
En 1969, il devient directeur de la section jeunesse de la Southern Christian Leadership Conference de Breadbasket à New York, dirigée par Jesse Jackson. 

### Carrière
De 1973 et 1980, il est manager du chanteur James Brown.
Le 12 janvier 1991, alors qu'il se prépare pour une manifestation pour les droits civiques à Bensonhurst, Brooklyn, Sharpton est poignardé grièvement dans la cour d'une école. 
En 1994, à l'âge de 40 ans, il est baptisé à l’église Bethany Baptist Church de Brooklyn par le pasteur baptiste et militant des droits civiques William Augustus Jones Jr., puis devient pasteur baptiste.
Il est arrêté une trentaine de fois à New York pour désobéissance civile.
Il est candidat à l'investiture démocrate pour l'élection présidentielle américaine de 2004. Il a terminé derrière John Kerry, John Edwards et Howard Dean.
Al Sharpton est désigné pour faire l'éloge funèbre de Michael Jackson, le 7 juillet 2009, au Staples Center de Los Angeles.
Le 28 septembre 2009, il est invité spécial à l'émission télévisée de catch professionnel WWE Raw.
Le 4 juin 2020, il prononce un éloge funèbre durant une cérémonie en mémoire de George Floyd à la North Central University de Minneapolis, alors que le pays est traversé par une vague de colère majeure et dans un climat de tension. Le 9 juin 2020, il prononce un deuxième éloge funèbre aux obsèques de George Floyd, à l'église The Fountain of Praise de Houston, au cours d'une cérémonie fortement politisée.

## Droits civiques
C'est un militant politique, notamment en faveur des droits civiques aux États-Unis.

## Critiques
Durant les émeutes de Crown Height en 1991, dans l'arrondissement de Brooklyn, à New York, lors d’un éloge funèbre pour un jeune afro-américain, Sharpton qualifie les Juifs de « diamantaires » et déplore le caractère « d'apartheid » des ambulances privées hassidiques, parce que celles-ci n’auraient pas transporté le jeune afro-américain jusqu’à un hôpital.  Ces propos ont été considérés comme ayant exacerbé les tensions communautaires. À l’occasion du 20e anniversaire de l’évènement en 2011, dans un article du New York Daily News, il reconnait avoir manqué de sagesse et admet qu'il ne tiendrait pas les mêmes propos si c’était à refaire.

## Filmographie

### Cinéma
- 1992 : Malcolm X : un orateur
- 1999 : Cold Feet : Le révérend
- 2002 : Les Aventures de Mister Deeds (Mr. Deeds) : The Rhyme Master

### Télévision
- 2002 : Holla (série télévisée) : Guest
- 2004 : Ma famille d'abord (My Wife and Kids) (série télévisée) : Lui-même
- 2004 : Boston Justice (série télévisée) : Lui-même
- 2015 : Empire (série télévisée) : Lui-même